# Sauromys petrophilus
Sauromys petrophilus là một loài động vật có vú trong họ Dơi thò đuôi, bộ Dơi. Loài này được Roberts mô tả năm 1917.